# Україна (товариство)
Товариство «Україна» (раніша назва: Товариство культурних зв'язків з українцями за кордоном) — товариство, створене 1 жовтня 1960 в Києві на базі республіканського відділу радянського Комітету «За повернення на Батьківщину».

## Діяльність
За статутом, складалося з колективного (підприємства, громадянські установи, творчі спілки тощо) й індивідуального членства; серед останнього було чимало видатних діячів літератури й мистецтва.
Формально товариство «Україна» мало завдання «зміцнювати культурні зв'язки з українцями за кордоном, всебічно знайомити їх з творчою діяльністю українського народу на рідній землі та життям трудящих Радянського Союзу».
Товариство «Україна» влаштовувало в Києві, Львові й інших містах УРСР зустрічі з закордонними українськими туристами, курси української мови для канадських учителів, висилало спорадично делегації, мистецькі ансамблі й окремих виконавців за кордон, кінофільми, платівки тощо.
Фактично ця діяльність була розрахована на підтримку прорадянських (так званих «проґресистських») організацій за кордоном і ширення розкладу й провокацій серед патріотичної української еміграції, яку діячі товариства «Україна» плямують як «зрадників радянської Батьківщини», «буржуазних націоналістів» тощо. Цю роль виконували, зокрема, й періодичні органи товариства «Вісті з України» і «News from Ukraine», а також політичні памфлети й брошурки, що видавалися в Києві, але призначалися винятково для закордону й неприступні для населення УРСР.
Товариство фактично працювало під контролем зовнішньої розвідки (Першого головного управління КДБ УРСР).
Після 1991 року трансформувалося у товариство «Україна-Світ».

## Керівники товариства
- Лев Ревуцький
- Юрій Смолич (19??-1975),
- Олександр Підсуха (1975-1979),
- Володимир Бровченко (1979-1991).